# Heliographa aurantiaca
Heliographa aurantiaca är en tvåvingeart som först beskrevs av Stein 1915.  Heliographa aurantiaca ingår i släktet Heliographa och familjen husflugor. Inga underarter finns listade i Catalogue of Life.